# 上条政繁
上条 政繁（じょうじょう まさしげ）は、戦国時代から江戸時代前期にかけての武将。上条上杉家当主。上杉氏の家臣。越後国上条城主。一説に上条上杉家の一族で越後守護・上杉定実の舎弟といわれる。

## 略歴
八条上杉家の上杉定実の子として誕生。なお、片桐昭彦は能登畠山氏出身で永禄年間に謙信の人質であったことが確認できる「宮王丸」であるとする説を唱え、養子・義春と同族出身とする。田嶋悠佑も政繁と義明（義春）が別人であることを前提に『寛政重修諸家譜』にある天文22年（1553年）に畠山氏から人質に出され、弘治2年（1556年）に謙信の養子になったのは政繁の話で、宮王丸と政繁が同一とは断定できないまでも政繁が畠山氏出身である可能性は高いとしている。
上条上杉家は長尾為景と敵対して没落していたが、元亀2年（1571年）、為景の子・上杉謙信の代に廃絶していた上条上杉家の家督を政繁が相続したものと見られる。上杉憲政の偏諱を受けて政繁、天正初年間頃までには入道して宜順と号した。
謙信に仕えて上野国や越中国に転戦した。天正3年（1575年）の『天正三年上杉家軍役帳』によると96人の軍役を負担し、上杉家一門の第四位に列したという。天正5年（1577年）能登国守護・畠山氏の七尾城を攻めた際には、謙信の命で畠山氏（畠山義続か）の遺児（後の義春）を養嗣子とした。ただし、義春を養父にしたのは謙信で、後日改めて政繁と養子縁組が行われたとする説もある（政繁と義春の養子縁組が行われたのは謙信没後の可能性もある）。
謙信の死後、御館の乱では上杉景勝に味方して、戦後もそのまま景勝に従い、重臣として遇された。天正9年（1581年）越中松倉城の河田長親が没したために、後継として同城に入る。天正12年（1584年）羽柴秀吉に人質を送る事になると、当時景勝に実子がいなかったため、孫（義春の子）の義真を景勝の養子として送る事となり、軍役を免除される事となった。同年、信濃国海津城の山浦景国が失脚すると、その後任として海津城に入るが、翌天正13年（1585年）には須田満親に代わられたため、景勝と対立するようになり、天正14年（1586年）上杉家を出奔して秀吉の下に依り、河内国高安郡津田・保谷500石を与えられる。以後、養子の義春の事跡に変わるので、間もなく没したものと思われる。出奔の理由については、景勝と信濃統治などをめぐる対立があったとされるほか、景勝の側近として頭角を現していた直江兼続による讒言説、さらに当時上杉氏に叛旗を翻していた新発田重家と親しい仲にあったなどの諸説がある。
ただし異説もある。文禄・慶長の役では肥前国の名護屋城に在陣する。慶長5年（1600年）の関ヶ原の戦いでは東軍に属した。慶長19年（1614年）の大坂冬の陣では、徳川方との内通を疑われた片桐且元の大坂城退去に伴って退城し、翌慶長20年（1615年）、大坂夏の陣では徳川方に属した。戦後は江戸幕府に仕える。寛永20年（1643年）死去。後に上杉氏とは和解し、義春の次男の長員が旗本として高家となり、同じく旗本となった宅間上杉家や深谷上杉家よりも高禄であった。

## 異説
『寛政重修諸家譜』などの史料から、養子の義春は政繁の改名と言われてきたが、『上杉家御書集成』『上杉家御家年譜』や同時代の名乗り（宜順）から別人とする説が有力となっている。政繁と義春を同一人物とした『寛政重修諸家譜』が誤りであるとすると、以下の問題が発生する。
- 『寛政重修諸家譜』に記された政繁＝義春の享年99歳は余りにも高齢であるのに対し、『上杉家御家年譜』所収「外姻譜略」では義春の没日は同じで享年81歳とされており、片桐昭彦はこちらの方が正しい義春の生没を記している可能性が高い。片桐は政繁（宜順）の生年と義春の没年が混ぜられた可能性があるとしている。これに対して、田嶋悠佑は大徳寺152世藍渓宗瑛の『綱宗禅師語録』に所収された「畠山氏入道寿影賛 寛永廿癸未」に記載されている「能州太守畠山氏後裔源義明(中略）齢九十五」をこれまで畠山義春と考えられてきた人物の正しい経歴であるとしている。この説を採用すると、義春（田嶋説における義明）は死の直前に寿像を描かせたことになるので、享年は95歳（逆算をすれば天文18年生まれ）であったことになる[2]。
- 長尾政景の娘（元和8年9月23日に死去した「仙洞院殿離三心契大姉」）を娶ったのが政繁（宜順）なのか義春なのかという問題がある。前述の「外姻譜略」では義春の妻は景勝の姉と記されているが、景勝の姉とすれば政繁の方が年齢が近いからである。
- 『寛政重修諸家譜』に記された政繁＝義春の子とされる畠山景広・上杉長員・畠山義真の実の父親が政繁（宜順）なのか義春なのかという問題がある。これは政景の娘と婚姻したのは誰でその時期がいつか確定できないと判断できない問題ではあるが、実際には伯父甥の関係にある政繁（宜順）の実子と義春の実子が兄弟として系図に書かれている可能性もある。